# Зернов, Алексей Борисович
Алексей Борисович Зернов (15 октября 1963 — 21 августа 2013) — советский и российский кинорежиссёр и сценарист.

## Биография
Родился 15 октября 1963 года в Ленинграде, в творческой семье.
Дед — живописец Алексей Иванович Зернов(13 марта 1891, деревня Тушитово, Тверская губерния — январь 1942, Ленинград). Живописец, график, педагог. В 1908—1913 гг. учился в Петербурге, в школе Императорского общества поощрения художеств; в 1921 г. в Художественно- промышленных мастерских, у А. Ф. Белого; с 1922 в Академии художеств, у А. И. Савинова и К. П. Петрова-Водкина. В 1926 г. окончил Академию художеств. В своих работах 1930-х гг. разрабатывал своеобразный «пуанталлистический» метод. Жил и работал в Ленинграде, умер от голода во время блокады Ленинграда в январе 1942 г.
Отец — искусствовед Борис Алексеевич Зернов (1928—2003) . Сотрудник Государственного Эрмитажа с 1954 года. Хранителя собрания новой немецкой графики. Автор работ, посвящённых изобразительному искусству XVIII—XX веков. Известны его работы о творчестве Э. Дега, А. Тулуз-Лотрека, П. Пикассо, В. Кандинского.
С 1988 года — помощник режиссёра на фильме «Город Зеро».
В 1989 году окончил Московский Полиграфический институт.
1989—1990 — старший редактор киностудии «Старт» (затем «Курьер») киноконцерна «Мосфильм».
В 1990 году поступил на Высшие режиссёрские курсы (мастерская В. Меньшова).
Умер 21 августа 2013 года.

## Фильмография

### Актёр
- 2003 — «Пан или пропал» — Рыбарик
- 1996 — «Котёнок» — эпизод

### Режиссёр
- 2007 — «Шекспиру и не снилось»
- 2003 — «Пан или пропал»
- 1993 — «Вальтер и Амалия»

### Сценарист
- 2015 — «Тихий Дон»
- 2014 — «Отец Матвей»
- 2010 — «Альтист Данилов»
- 2010 — «Закон обратного волшебства»
- 2007 — «Одна любовь на миллион»
- 2007 — «Шекспиру и не снилось»
- 2006 — «Неверность»
- 2004 — «Москва. Центральный округ 2»
- 2003 — «Москва. Центральный округ»
- 2003 — «Пан или пропал»
- 2003 — «Радости и печали маленького лорда»
- 2002 — «Две судьбы»
- 2000 — «Новый год в ноябре»
- 1998 — «Сочинение ко Дню победы»
- 1993 — «Вальтер и Амалия»
- 1991 — «Ночь» (Высшие режиссёрские курсы; курсовая работа; по собственному оригинальному сценарию; короткометражный).

### Редактор
- 1991 — «Цареубийца».

## Призы и награды
- 1993 — Главный приз Первого Российского открытого кинофестиваля «Кинотавр» по программе «Кино завтрашнего дня».
- 1993 — Главный приз Международного кинофестиваля «Филмтест-4» в Потсдаме.
- 1993—1994 — Главный приз «Бесконечность постижения Люмьеров» по разряду игрового кино Фестиваля киноминиатюры.